# Bośnia i Hercegowina na World Games 2017
Bośnia i Hercegowina na World Games 2017 – reprezentacja Bośni i Hercegowiny na zawodach World Games 2017 rozgrywanych we Wrocławiu reprezentowała była przez dwóch zawodników. Jeden z nich zdobył medal w kickboxingu, który był dyscypliną pokazową. 

## Zawodnicy
| Zawodnik        | Dyscyplina | Konkurencja   | Rezultat   |
| --------------- | ---------- | ------------- | ---------- |
| Ivan Galoić     | Bule       | Bule lyońskie | 4. miejsce |
| Mesud Selimović | Kickboxing | do 81 kg      |            |